# 普瑞茲畢爾斯基星
普瑞兹毕尔斯基星，又称HD 101065或半人马座V816，是一种快速振荡Ap星，距离太阳 355光年（109秒差距），位于半人马座的南天球。

## 历史
1961年，波兰-澳大利亚天文学家安东尼·普瑞兹毕尔斯基发现这个恒星有不适用于恒星分类标准框架的特殊光谱。普瑞兹毕尔斯基发现观测表明这个恒星的光谱中的铁和镍含量异常低，但如锶、钬、铌、钪、钇、铯、钕、镨、钍、镱和铀等不寻常元素的含量更高。事实上，起初普瑞兹毕尔斯基根本怀疑光谱中是否存在铁。现代研究表明，普瑞兹毕尔斯基星中的铁系元素丰度略低于正常水平，但镧系元素和其它不寻常的元素非常丰富。
普瑞兹毕尔斯基星中也检测到如锕、镤、镎、钚、镅、锔、锫、锎和锿等多种短寿命的锕系元素，其中锿的最长寿同位素的半衰期只有472天。该恒星中也有放射性元素锝和钷的存在。
相较于邻近的恒星，HD 101065的本动速度较高，为23.8 ± 1.9 km/s。

## 假设
由于普瑞兹毕尔斯基星的性质特殊，对于为什么会发生这些奇怪的性质有许多假设。一个理论称这个恒星含有某些位于稳定岛的长寿命核素（例如297Fl、298Fl、303Ubn、304Ubn、第126号元素等），而这些检测到的短寿命锕系元素是这些核素的衰变产物，与它们的母同位素存在长期平衡。

## 性质
HD 101065是快速振荡Ap星（roAP）这一类恒星的原型。1978年，人们发现它会以12.15分钟的周期光度脉动。
人们还发现了普瑞兹毕尔斯基星的一个潜在伴星，是一个距离它8角秒的14等星（红外线波段）。这可能意味着这两个恒星的距离只有1,000 AU（0.02光年）。然而，盖亚任务表明虽然这两个恒星在我们看来非常近，但我们与第二个恒星之间的实际距离是890±90光年，这意味着我们与它的距离比我们离普瑞兹毕尔斯基星的距离还要远两倍以上。